# 禛囯景福寺
敕赐禛囯景福寺是位于曼谷律实县玛哈纳十字路口帕东功甲森运河，为安南佛教下的一座大乘寺庙。此处安放着宝英大师的遗物。

## 历史
1906年晚些时候，由拉玛五世国王重建，并赐予新名敕赐禛囯景福寺。

## 建筑景观
禛囯景福寺建于拉玛五世统治时期，采用中国和越南风格。主佛像旁边是佛祖弟子阿侬达（Phra Anonda）和摩诃迦叶的雕像。寺庙有一座大厅。这座大厅里还有一幅越南皇帝嘉隆或阮福映的画像。

## 图集

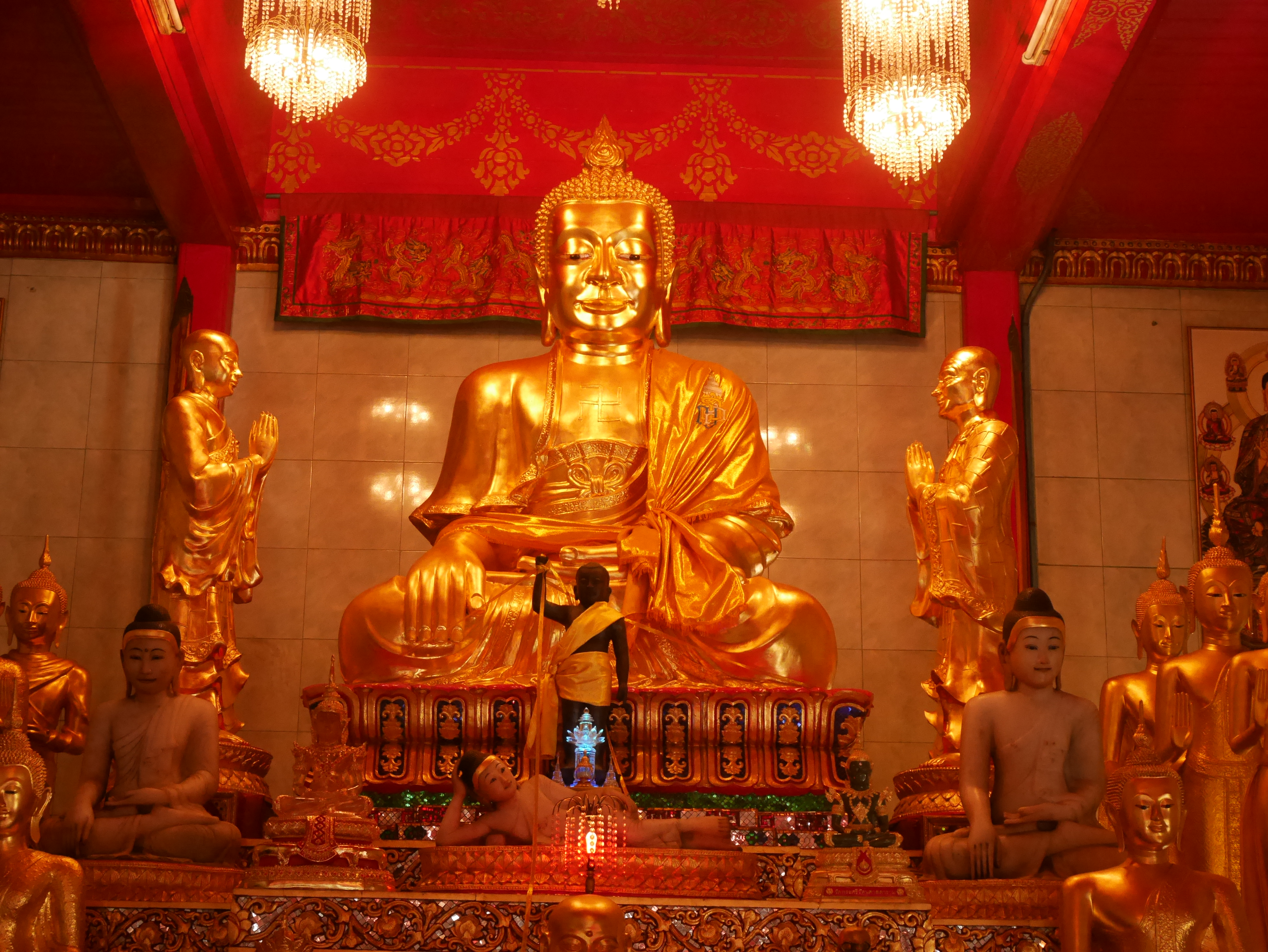
礼拜堂内的主要佛像
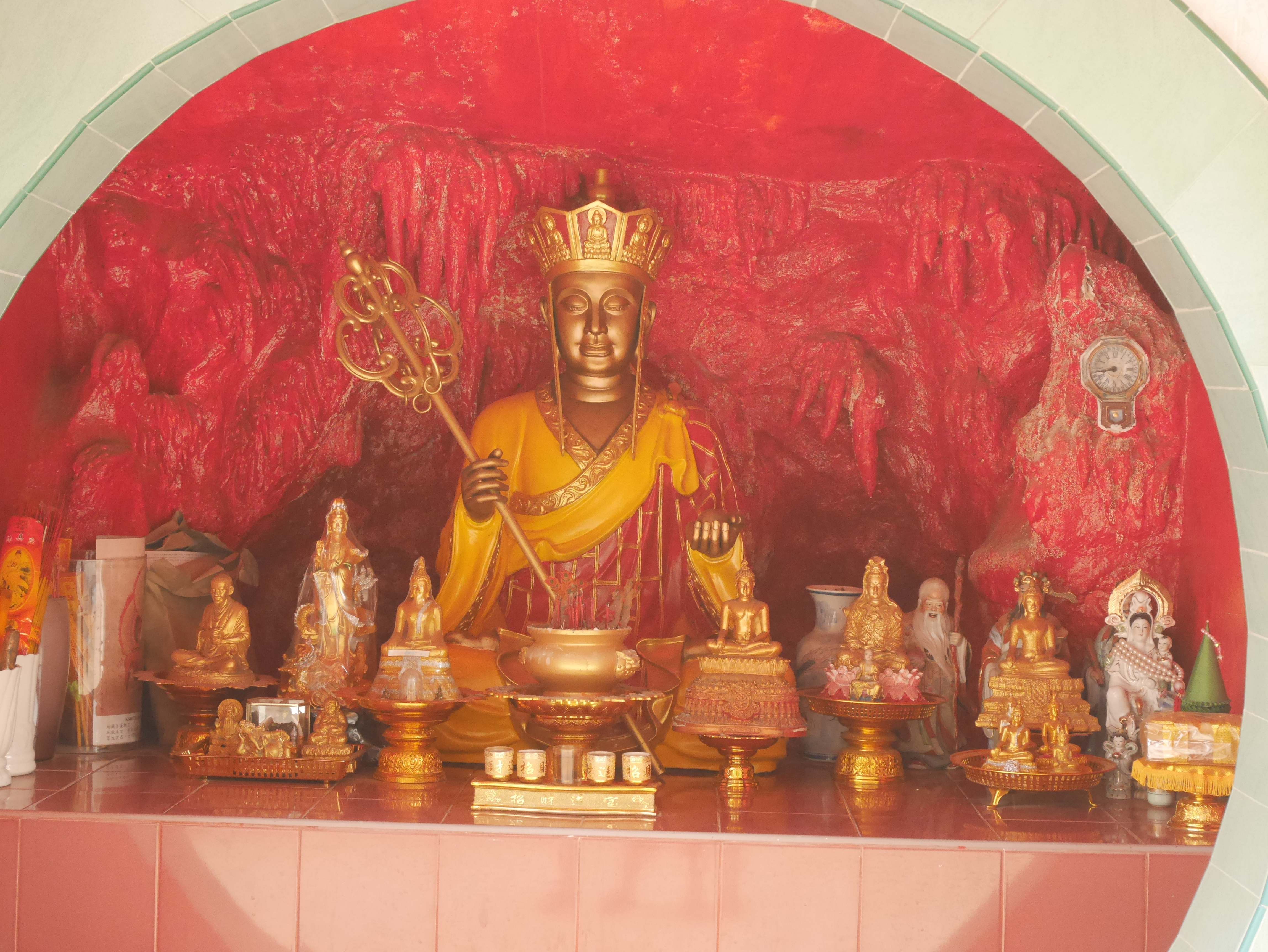
地藏菩萨
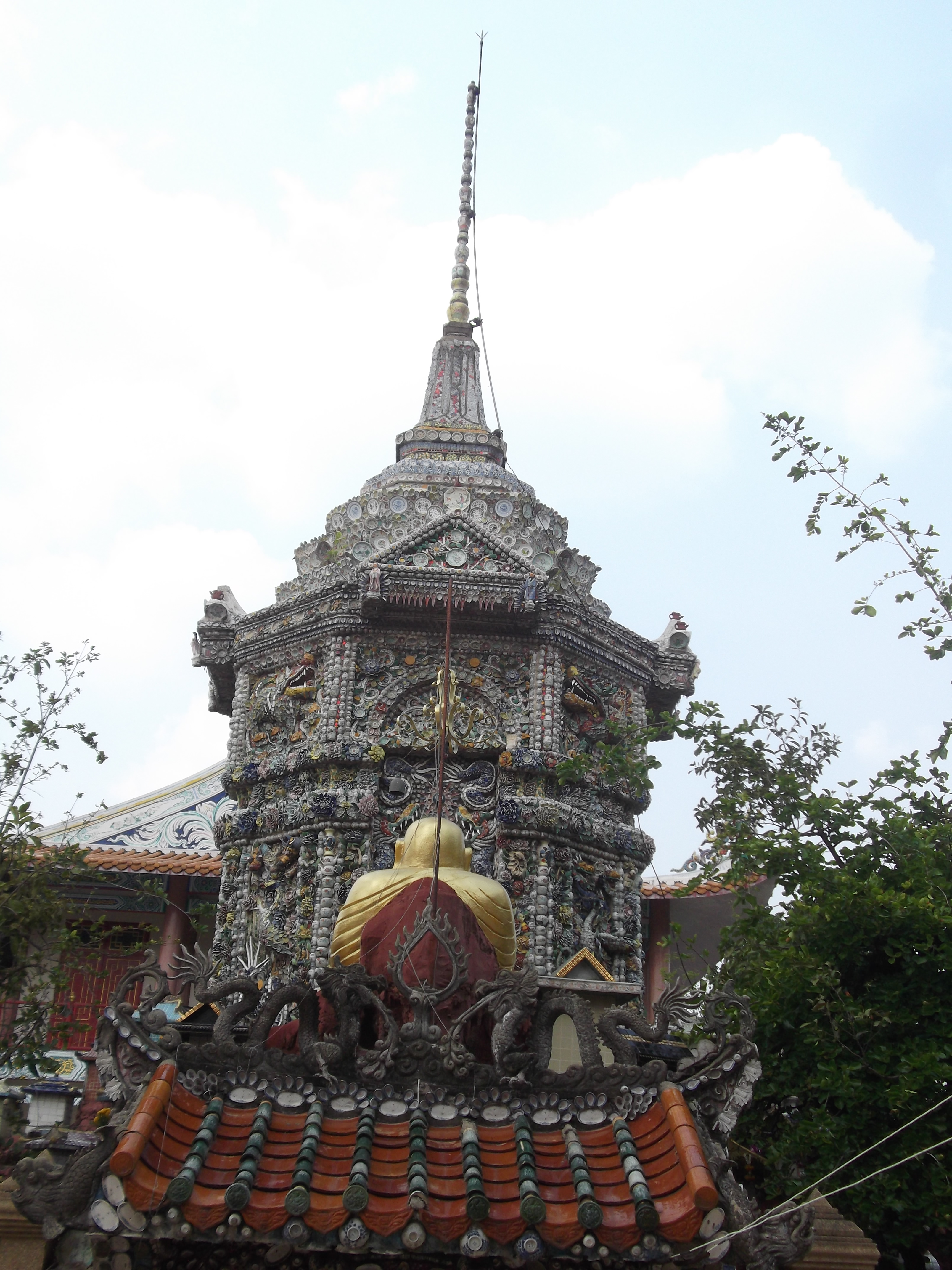
宝塔
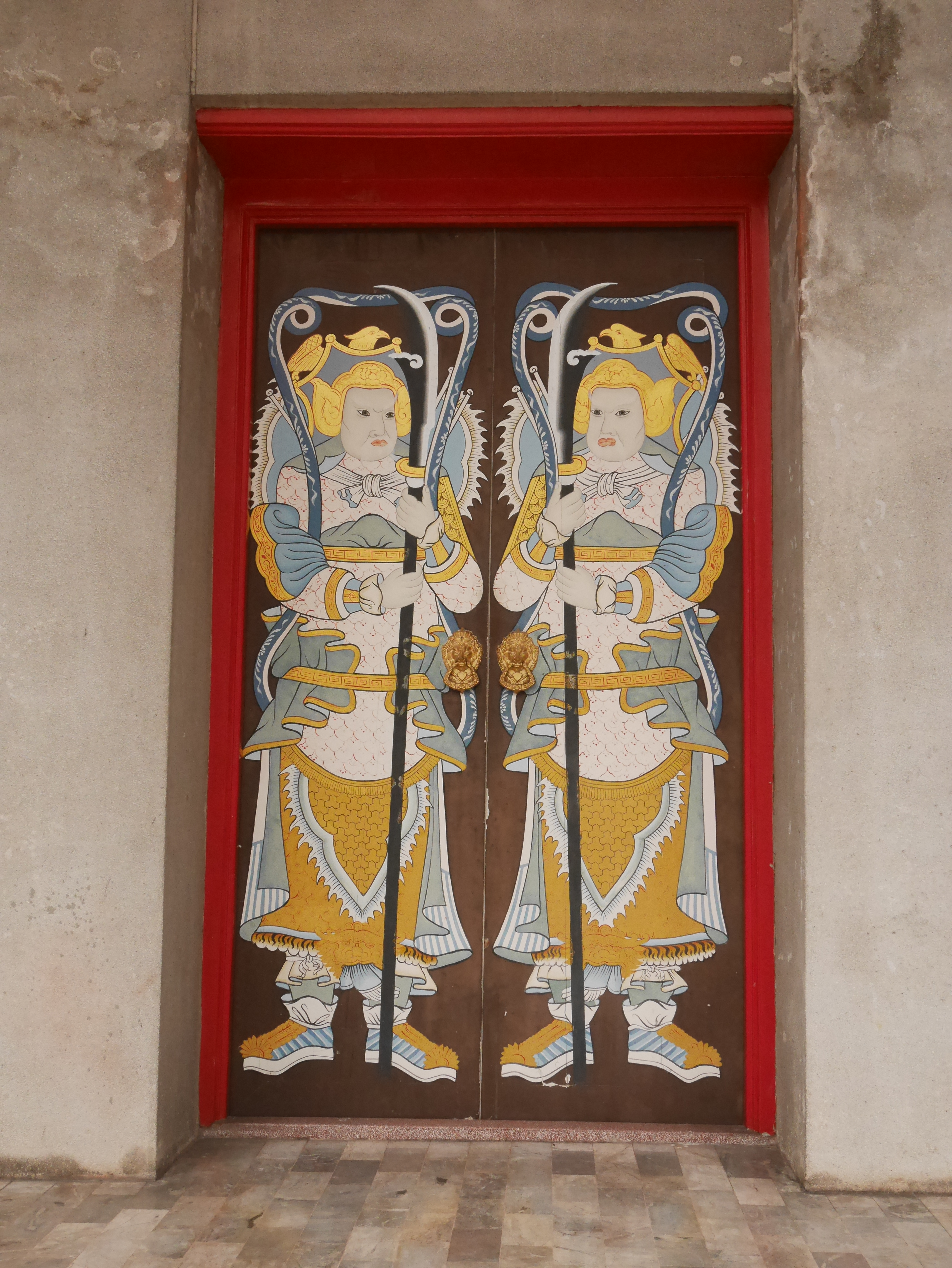
门神
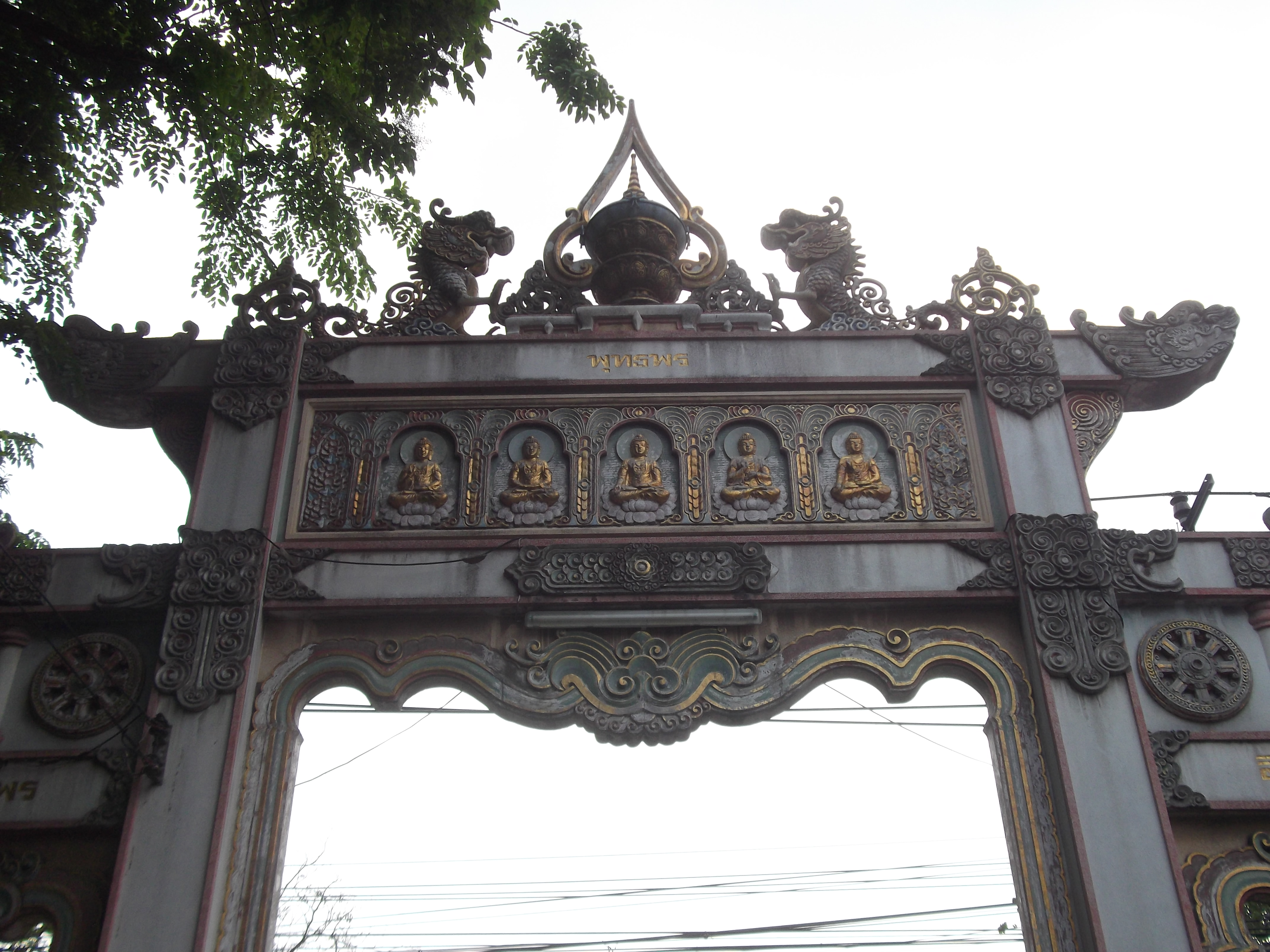
2014年的寺庙拱门
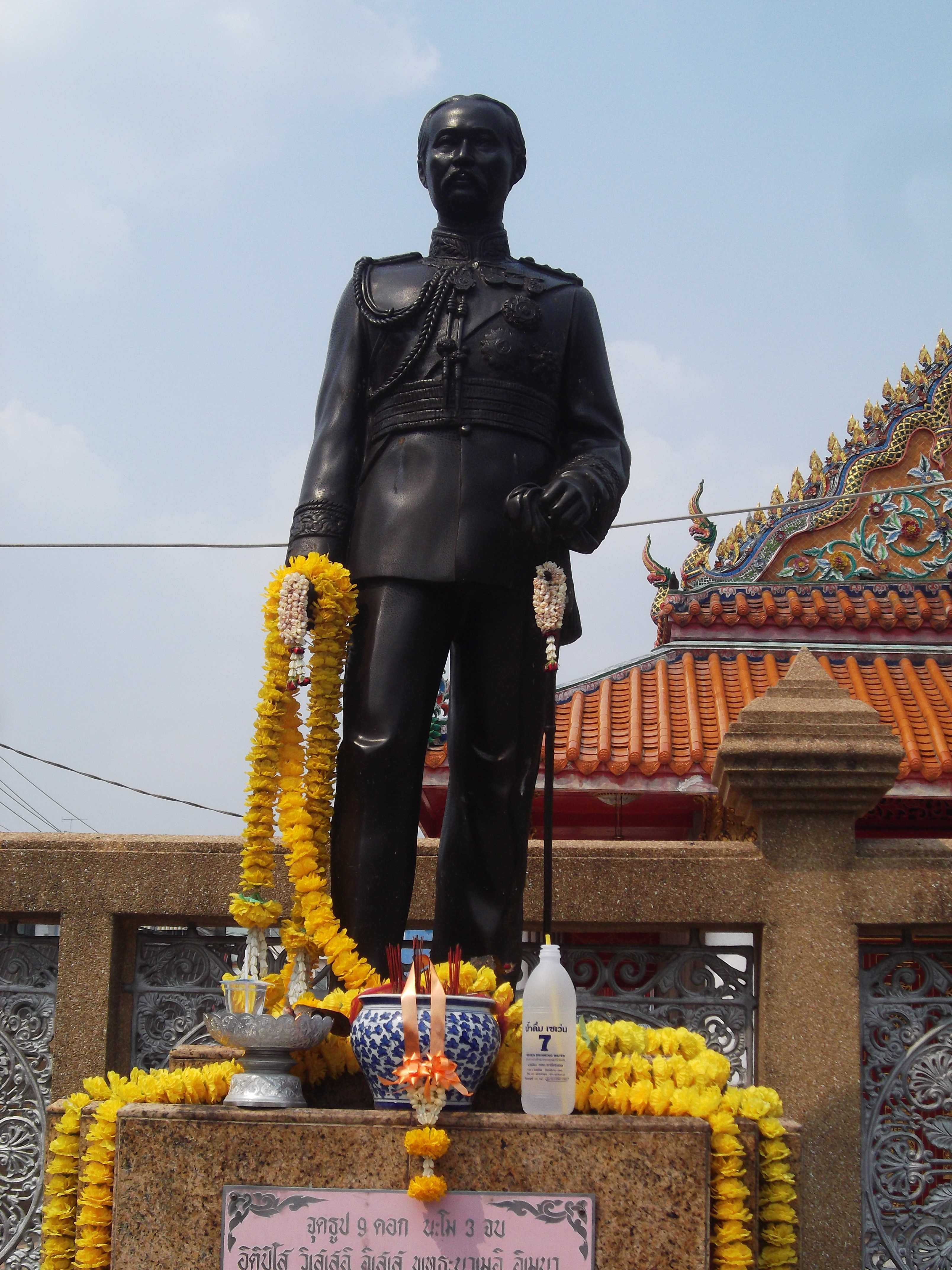
拉玛五世国王雕像